# فنجرية
الفَنْجَرِيَّة أو الفَافَنْجَة أو الفَوَافَانْجَة (الاسم العلمي: Vangueria) هي جنس من النباتات تتبع الفصيلة الفوية من رتبة الجنطيانيات.

## أنواع الفنجرية
- فنجرية قرفية
- فنجرية مأكولة
- فنجرية مدغشقرية
- فنجرية منحوسة
- فنجرية مهلبة الأزهار
- فنجرية أليفة الأحراج
- فنجرية أليفة الرمال
- فنجرية ثلاثية الأزهار
- فنجرية جرداء
- فنجرية جيلاتية
- فنجرية دغلية
- فنجرية رخوة
- فنجرية رمادية
- فنجرية زرقاء
- فنجرية سفائية
- فنجرية سميكة الأزهار
- فنجرية سنغالية
- فنجرية سيانية
- فنجرية شليبنية
- فنجرية شومانية
- فنجرية صغيرة الأوراق
- فنجرية عريضة الأوراق
- فنجرية غوسويلرية
- فنجرية قزمية
- فنجرية كبيرة الكأس
- فنجرية كهرمانية
- فنجرية مبكرة النضج
- فنجرية متشابكة
- فنجرية مجدولة
- فنجرية محمرة
- فنجرية مرجية
- فنجرية مفلطحة الأوراقة
- فنجرية وريدية